# Batalla de Challans (1793)

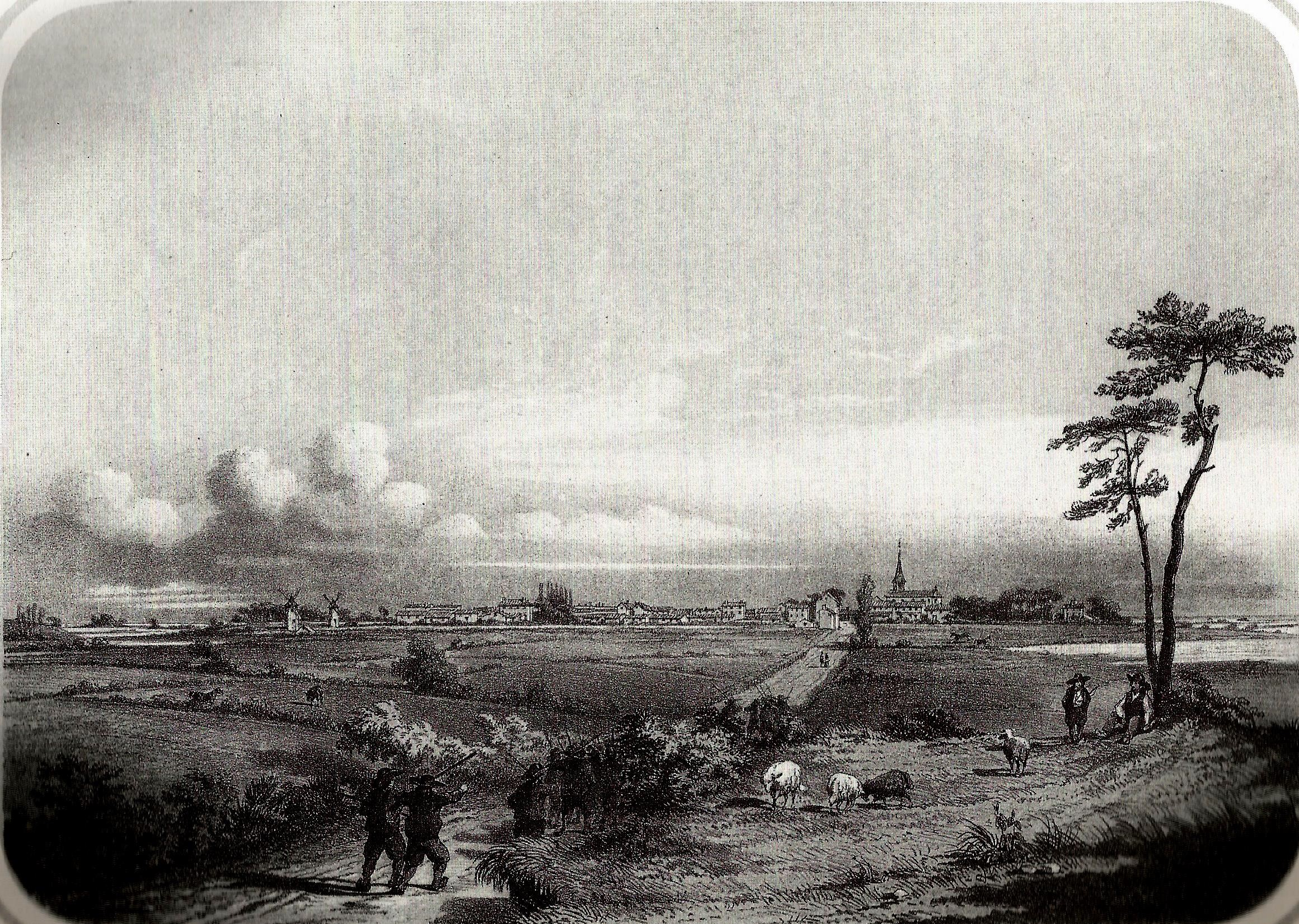
Vista de Challans, gravat de Thomas Drake, cap al 1850.

Batalla de Challans (1793) (La primera batalla de Challans va tenir lloc el 13 d'abril de 1793 durant la revolta de La Vendée. S'acaba amb la victòria dels republicans, que repel·len un atac dels vendeans amb l'objectiu de recuperar el poble de Challans.

## Preludi
Després de la seva derrota a la batalla de Pont-Charrault, el general Louis de Marcé va ser deposat a La Rochelle pels representants de la missió Jean-Louis Carra i Auguis, que el van substituir pel seu segon, el tinent coronel Henri de Boulard, elegit general per aclamació per els seus homes després de la batalla. Aleshores Boulard era l'encarregat de defensar Fontenay-le-Comte i les Sables-d'Olonne, al sud del territori insurreccional. Va arribar a les Sables per mar el 3 d'abril de 1793, i va ser col·locat al capdavant d'una tropa de 3.700 a 4.280 homes.
El 7 d'abril, Boulard va abandonar Sables i va atacar els revoltats amb dues columnes de la mateixa mida. El de l'esquerra, comandat pel coronel Esprit Baudry d'Asson, passa per Vairé i L'Aiguillon-sur-Vie i derrota les forces de Guerry du Cloudy, tinent de Joly, a La Gâchère, on fa 27 presoners. La columna de la dreta, dirigida directament per Boulard i assistida per Dumas, comandant de la guàrdia nacional de Libourne, fa retrocedir els insurgents al pont de Grassière, després agafa La Mothe-Achard, la seu de Jean-Baptiste Joly, el 8 d'abril. El 9 d'abril, els Vendeans van abandonar Saint-Gilles-sur-Vie, on la columna de Baudry d'Asson va entrar a les 10 del matí. Boulard va sortir de La Mothe-Achard sense deixar-hi cap guarnició i va arribar a Saint-Gilles a les 9 del vespre per fer la seva unió amb Baudry d'Asson.
El 10 d'abril, tres fragates i tres corbetes republicanes amarraven al port de Saint-Gilles, amb l'objectiu d'atacar l'illa de Noirmoutier. El mateix dia, entre 3.000 i 4.000 insurgents de Saint-Hilaire-de-Riez i comandats per Joly van contraatacar en un intent de reprendre Saint-Gilles, però van ser rebutjats i van deixar 60 morts i 40 presoners.
L'11 d'abril, Boulard va reprendre la marxa: la seva columna avançava cap a Pas-Opton, a la comuna de Fenouiller, mentre que la de Baurdry d'Asson avançava cap a Saint-Hilaire-de-Riez. A Pas-Opton, els republicans van trobar els homes de Joly en posició defensiva, amb un canó de 18 lliures col·locat sobre bigues per defensar la carretera. Un riu, el Vie, separa els dos adversaris que inicien la batalla amb foc d'artilleria, que però fa poc dany. Aleshores Boulard va llançar el seu atac per l'esquerra. En no veure com apareixen els reforços de la Charette, la Joly decideix replegar-se envers Challans. Els Vendéans van lliurar als republicans el seu canó de 18 lliures, així com dues perriers (petit canó). Per la seva banda, la columna de Baudry d'Asson es va veure frenada per la trobada d'un grup de Vendéans atrinxerat al cementiri de Saint-Hilaire-de-Riez, però amb uns quants tirs de canó arribant al final. Aleshores arriba a Pas-Opton a la nit. 80 cavallers republicans van marxar a la persecució de la rereguarda de Vendée i van tallar el pas a uns quants fugitius. Les forces de Joly van retrocedir sobre Challans, però no es van quedar en aquesta població, que van abandonar durant la nit.
Els historiadors René Bittard des Portes i Émile Gabory evoquen una pèrdua d'almenys 300 homes a Pas-Opton pel costat dels Vendéans. No obstant això, en el seu diari, el general Henri de Boulard només esmenta a Pas-Opton cinc o sis vendéans morts a metralladora i «unes» baixes causades per la cavalleria.
El 12 d'abril, els republicans van entrar a Challans sense trobar resistència. Van alliberar 112 presoners patriotes i es van apoderar d'un canó de 18 lliures.
Més al nord, al Pays de Retz, François de Charette estava preocupat per aquestes victòries republicanes i va ordenar que les seves tropes fossin reunides a Machecoul el 9 d'abril. Després es va traslladar en direcció a Challans, per tal de protegir aquesta població i reforçar les forces de Joly.

## Forces implicades
L'exèrcit republicà de Boulard és de 3.700, a 4.280 homes, incloent 200 cavallers, majoritàriament de Gironda. En tropes de línia només comptava amb 52 homes del 60è Regiment d'Infanteria, 350 homes del 110è Regiment d'Infanteria, 102 homes del 4t Regiment d'Infanteria de Marina. També compta amb dos batallons de voluntaris de Bordeus i va acompanyat de quatre canons. Tanmateix, Boulard va deixar darrere seu tropes en guarnició, sobretot 485 homes a Saint-Gilles-sur-Vie.
Al capdavant dels Vendéans hi ha Charette, Joly, els tres germans La Roberie, Angibaud, du Chaffault, Guerry du Cloudy i Savin. L'exèrcit insurgent té entre 3.000 i 4.000 homes segons les estimacions del general Boulard. Un combatent de l'exèrcit de Charette anomenat Michel Goullin, jutjat el 25 d'abril per una comissió militar, estima el nombre de Vendeans en només 2.000. Segons Bittard des Portes, la tropa de Charette només comptava amb un miler de combatents. Per a la historiadora Françoise Kermina, els Vendeans són 6.000. Lionel Dumarcet, per la seva banda, xifra les forces insurgents entre 3.000 i 4.000 homes, dels quals 2.000 amb dos canons de 6 lliures per a l'exèrcit de Charette.

## Procés
El 13 d'abril, a les cinc de la matinada, van aparèixer els Maraichins (bretons) i Paydrets (país de Retz) de Charette i van atacar per reprendre Challans. Boulard desplega la seva infanteria en dues columnes davant de la ciutat i posa els seus quatre canons al centre de les seves línies. L'artilleria va aturar la marxa dels Vendéans, el simple soroll de les descàrregues d'artilleria suficient per espantar els pagesos sublevats. Una càrrega de baioneta liderada pel coronel Baudry d'Asson va derrotar els Paydret, arrossegant amb ells les forces de Joly i Cloudy. El pànic s'estén i tot l'exèrcit insurgent aviat pren el vol. La columna de Baudry d'Asson es posa en marxa. Carregat per la cavalleria, l'exèrcit de Charette va fugir a La Garnache. Baudry d'Asson va tornar a Challans a la 1 del migdia. Boulard, però, no va perseguir l'exèrcit de Charette, les seves ordres van ser prendre l'illa de Noirmoutier com a prioritat.
El 14 d'abril, la columna de Boulard va arribar a Beauvoir-sur-Mer, mentre que la de Baudry d'Assson es va establir a Saint-Gervais.

## Pèrdues
El nombre de pèrdues varia molt segons les fonts. A Challans, segons el general Boulard, els republicans van capturar un canó i una tartera i la columna de Baudry d'Asson, que es va llançar a la persecució dels Vendéans, no va tenir pèrdues. L'insurgent Michel Goullin només esmenta cinc ferits davant la comissió militar de Machecoul i esmenta la pèrdua de dos canons. El Bouvier-Desmortiers també esmenta només cinc morts per l'exèrcit de Charette. Els voluntaris de la companyia de Jarnac van reivindicar la mort de 500 insurgents. L'historiador Lionel Dumarcet calcula que les pèrdues de Vendée són 300 morts i dos canons capturats.